# Carlos Pace
José Carlos Pace (* 6. Oktober 1944 in São Paulo, Brasilien; † 18. März 1977 bei Mairiporã, São Paulo) war ein brasilianischer Formel-1-Rennfahrer. Er fuhr in der Zeit von 1972 bis 1977 in der Formel 1.

## Leben
Die Eltern von José Carlos Pace waren italienischer Abstammung. Kurz nach seiner Geburt zogen sie wieder nach Italien, kehrten aber einige Jahre später zurück nach Brasilien. Pace hatte zu dieser Zeit keine leichte Situation, weil er nur Italienisch sprach und kein Portugiesisch. Seinen Spitznamen „Moco“ (der Schwerhörige) erhielt er nicht nur wegen seiner ruhigen Art, sondern auch wegen seiner Sprachschwierigkeiten.

## Karriere

### Erste Motorsporterfahrungen
In jungen Jahren begann Pace bereits mit dem Kart-Sport, in dieser Zeit lernte er die beiden Fittipaldis, Wilson und Emerson, kennen. 1963 begann er mit einem Renault Gordini im Automobilsport und wechselte 1966 in den Formelsport. Er war sehr erfolgreich und wurde in den Jahren 1967 bis 1969 brasilianischer Rennsportmeister. Paces Suche nach einer größeren Herausforderung begann. Fündig wurde er in Englands Formel-3-Szene, dort hatte Emerson Fittipaldi bereits einen guten Eindruck hinterlassen, sodass der Einstieg für Pace und auch für Wilson Fittipaldi leichter wurde. Bereits in seinem ersten Jahr wurde Pace britischer Formel-3-Meister.

### Formelsport
Der Weg in die höheren Klassen blieb ihm vorerst allerdings verwehrt. Pace benötigte Sponsorengelder, die er sich 1971 in Brasilien „erbetteln“ musste. Mit seinem finanziellen Polster im Rücken bekam er dann auch ein Cockpit in der Formel 2, er stieg im Team von Frank Williams als Fahrer ein. Von den Erfolgen des Brasilianers beeindruckt, besorgte Williams ihm im folgenden Jahr einen Platz in der Formel 1. Die ersten beiden Rennen bestritt er auf einem hoffnungslos unterlegenen Vorjahres-March und fuhr trotzdem in die Punkte. Bei seinem nächsten Rennen erhielt er einen aktuellen March und wurde prompt Fünfter. Im Verlauf der Saison fuhr er regelmäßig im vorderen Mittelfeld.

### Formel 1
Parallel zu seinen Formel-1-Einsätzen startete Pace zusammen mit Arturo Merzario auf einem Ferrari in der Langstrecken-Weltmeisterschaft. 1973 wechselte er zu Surtees, was sich als Missgriff erwies. Die Konstruktion der Surtees-Wagen konnte mit der rasanten Entwicklung der Formel 1 nicht mithalten.

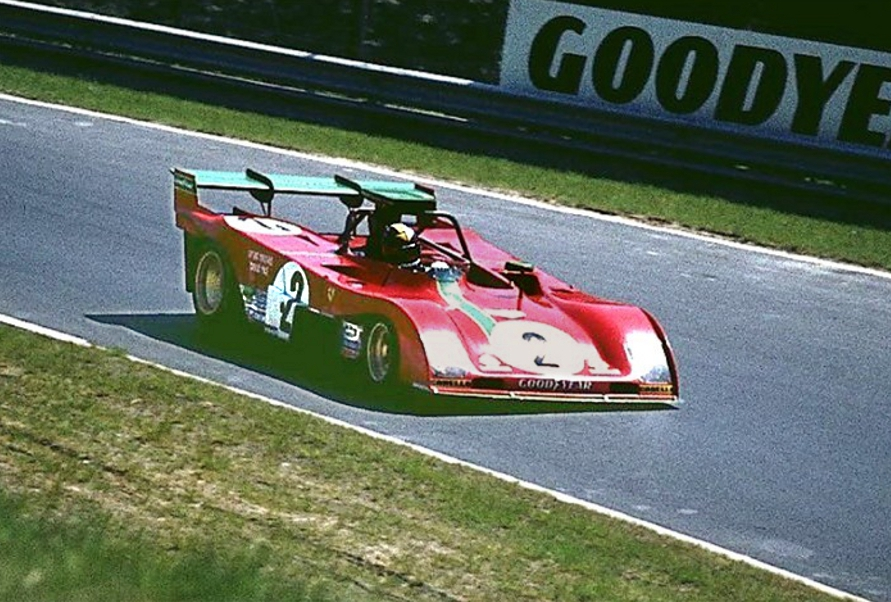
Carlos Pace im Ferrari 312PB beim 1000-km-Rennen auf dem Nürburgring 1973

Pace kämpfte mit stumpfen Waffen und wurde immer unzufriedener. Mitten in der Saison 1974 nahm er ein Angebot an, er wechselte ziemlich überraschend zu Brabham. Bernie Ecclestone hatte schon im Vorfeld der Saison mit Pace Kontakt aufgenommen. Als der Wechsel zustande kam, waren die Plätze im Werksteam allerdings schon von Carlos Reutemann und Rikky von Opel belegt. Also fuhr Pace im privaten Hexagon-Brabham. Hier lief es aber nicht besser als vorher bei Surtees. Das Glück kam Pace zu Hilfe: Rikky von Opel trat als Fahrer zurück, und bereits in seinem zweiten Rennen für Brabham saß Pace im Werkswagen. Auf Anhieb fuhr er in die vorderen Plätze.
Noch erfolgreicher sollte das Jahr 1975 beginnen. Im Heim-Grand-Prix startete er aus der dritten Reihe und im Rennen lag er hinter dem überraschend führenden Jean-Pierre Jarier auf der zweiten Position. Als Jarier mit einem Defekt das Rennen beenden musste, übernahm Pace die Führung und gab sie bis ins Ziel nicht mehr ab. In der weiteren Saison etablierte er sich in der Riege der Spitzenfahrer. In der Mitte der Saison drehte sich das Blatt zugunsten der Ferraris von Lauda und Regazzoni. Die beiden Ferraris dominierten ab diesem Zeitpunkt die Rennen nach Belieben, sodass am Ende der Saison nur enttäuschende 24 WM-Punkte für Pace übrig blieben.

### Misserfolge mit Brabham
In der nächsten Saison setzte das Brabham-Team auf einen neuen Motorenhersteller. Alfa Romeo hatte einen 12-Zylinder entwickelt, von dem man sich versprach, mit den Ferraris mithalten zu können. Die Realität belehrte Ecclestone und sein Team aber eines Besseren, die Alfa-Motoren waren nicht standfest genug und Brabham fuhr in den Rennen regelmäßig der Spitze hinterher. Reutemann wechselte in der Saison enttäuscht zu Ferrari, Pace jedoch setzte sich in den Kopf, den Brabham wettbewerbsfähig zu machen. Im Winter 1976/77 arbeitete er mit den Ingenieuren wie ein Besessener. Der 77er Brabham knüpfte an die Erfolge des 75er Modells an, sodass Brabham und Pace wieder vorne dabei waren.

## Tod
Am 18. März 1977 flog Pace seine Frau und die Töchter auf seine Ranch nahe São Paulo. Zurück flog er nicht selbst, sondern in der Maschine eines Freundes. In einem schweren Gewitter muss der Pilot die Orientierung verloren haben und das Flugzeug stürzte ab. Keiner der Insassen überlebte den Unfall. Der brasilianische Staatspräsident verhängte eine dreitägige Staatstrauer, später wurde die Rennstrecke Interlagos, auf der Pace seinen einzigen Grand-Prix-Sieg gefeiert hatte, in „Autodromo José Carlos Pace“ umbenannt.

## Statistik

### Statistik in der Automobil-Weltmeisterschaft

#### Grand-Prix-Siege
- 1975  Großer Preis von Brasilien (Interlagos)

#### Gesamtübersicht
| Saison | Team                      | Chassis              | Motor                | Rennen | Siege | Zweiter | Dritter | Poles | schn. Rennrunden | Punkte | WM-Pos. |
| ------ | ------------------------- | -------------------- | -------------------- | ------ | ----- | ------- | ------- | ----- | ---------------- | ------ | ------- |
| 1972   | STP March Racing Team     | March 711            | Ford Cosworth 3.0 V8 | 11     | –     | –       | –       | –     | –                | 3      | 18.     |
| 1973   | Team Surtees              | Surtees TS14A        | Ford Cosworth 3.0 V8 | 15     | –     | –       | 1       | –     | 2                | 7      | 11.     |
| 1974   | Team Surtees              | Surtees TS16         | Ford Cosworth 3.0 V8 | 7      | –     | –       | –       | –     | –                | 3      | 12.     |
| 1974   | Motor Racing Developments | Brabham BT44         | Ford Cosworth 3.0 V8 | 6      | –     | 1       | –       | –     | 2                | 8      | 12.     |
| 1975   | Martini Racing            | Brabham BT44B        | Ford Cosworth 3.0 V8 | 14     | 1     | 1       | 1       | 1     | 1                | 24     | 6.      |
| 1976   | Martini Racing            | Brabham BT45         | Alfa Romeo 3.0 B12   | 16     | –     | –       | –       | –     | –                | 7      | 14.     |
| 1977   | Martini Racing            | Brabham BT45 / BT45B | Alfa Romeo 3.0 B12   | 3      | –     | 1       | –       | –     | –                | 6      | 15.     |
| Gesamt | Gesamt                    | Gesamt               | Gesamt               | 72     | 1     | 3       | 2       | 1     | 5                | 58     |         |

#### Einzelergebnisse
| Saison | 1   | 2   | 3   | 4   | 5   | 6   | 7  | 8   | 9   | 10  | 11  | 12  | 13  | 14  | 15  | 16 | 17 |
| ------ | --- | --- | --- | --- | --- | --- | -- | --- | --- | --- | --- | --- | --- | --- | --- | -- | -- |
| 1972   |     |     |     |     |     |     |    |     |     |     |     |     |     |     |     |    |    |
|        | 17  | 6   | 17  | 5   | DNF | DNF | NC | NC  | DNF | 9   | DNF |     |     |     |     |    |    |
| 1973   |     |     |     |     |     |     |    |     |     |     |     |     |     |     |     |    |    |
| DNF    | DNF | DNF | DNF | 8   | DNF | 10  | 13 | DNF | 7   | 4   | 3   | DNF | 18* | DNF |     |    |    |
| 1974   |     |     |     |     |     |     |    |     |     |     |     |     |     |     |     |    |    |
| DNF    | 4   | 11  | 13  | DNF | DNF | DNF |    | DNQ | 9   | 12  | DNF | 5   | 8   | 2   |     |    |    |
| 1975   |     |     |     |     |     |     |    |     |     |     |     |     |     |     |     |    |    |
| DNF    | 1   | 4   | DNF | 3   | 8   | DNF | 5  | DNF | 2   | DNF | DNF | DNF | DNF |     |     |    |    |
| 1976   |     |     |     |     |     |     |    |     |     |     |     |     |     |     |     |    |    |
| 10     | DNF | 9   | 6   | DNF | 9   | 8   | 4  | 8   | 4   | DNF | DNF | DNF | 7   | DNF | DNF |    |    |
| 1977   |     |     |     |     |     |     |    |     |     |     |     |     |     |     |     |    |    |
| 2      | DNF | 13  |     |     |     |     |    |     |     |     |     |     |     |     |     |    |    |

| Legende  | Legende            | Legende                                                          |
| Farbe    | Abkürzung          | Bedeutung                                                        |
| -------- | ------------------ | ---------------------------------------------------------------- |
| Gold     | –                  | Sieg                                                             |
| Silber   | –                  | 2. Platz                                                         |
| Bronze   | –                  | 3. Platz                                                         |
| Grün     | –                  | Platzierung in den Punkten                                       |
| Blau     | –                  | Klassifiziert außerhalb der Punkteränge                          |
| Violett  | DNF                | Rennen nicht beendet (did not finish)                            |
| Violett  | NC                 | nicht klassifiziert (not classified)                             |
| Rot      | DNQ                | nicht qualifiziert (did not qualify)                             |
| Rot      | DNPQ               | in Vorqualifikation gescheitert (did not pre-qualify)            |
| Schwarz  | DSQ                | disqualifiziert (disqualified)                                   |
| Weiß     | DNS                | nicht am Start (did not start)                                   |
| Weiß     | WD                 | zurückgezogen (withdrawn)                                        |
| Hellblau | PO                 | nur am Training teilgenommen (practiced only)                    |
| Hellblau | TD                 | Freitags-Testfahrer (test driver)                                |
| ohne     | DNP                | nicht am Training teilgenommen (did not practice)                |
| ohne     | INJ                | verletzt oder krank (injured)                                    |
| ohne     | EX                 | ausgeschlossen (excluded)                                        |
| ohne     | DNA                | nicht erschienen (did not arrive)                                |
| ohne     | C                  | Rennen abgesagt (cancelled)                                      |
| ohne     | keine WM-Teilnahme |                                                                  |
| sonstige | P/fett             | Pole-Position                                                    |
| sonstige | 1/2/3/4/5/6/7/8    | Punktplatzierung im Sprint-/Qualifikationsrennen                 |
| sonstige | SR/kursiv          | Schnellste Rennrunde                                             |
| sonstige | *                  | nicht im Ziel, aufgrund der zurückgelegten Distanz aber gewertet |
| sonstige | ()                 | Streichresultate                                                 |
| sonstige | unterstrichen      | Führender in der Gesamtwertung                                   |

### Le-Mans-Ergebnisse
| Jahr | Team              | Fahrzeug      | Teamkollege     | Platzierung | Ausfallgrund |
| ---- | ----------------- | ------------- | --------------- | ----------- | ------------ |
| 1973 | SpA Ferrari SEFAC | Ferrari 312PB | Arturo Merzario | Rang 2      |              |